# Краевский, Евгений Андреевич
Евге́ний Андре́евич Крае́вский (1841—1883) — русский журналист, публицист. 

## Биография
Родился в Санкт-Петербурге 21 января (2 февраля) 1841 года в семье А. А. Краевского.
Учился в 3-й Санкт-Петербургской гимназии; окончил её с золотой медалью в 1857 году. После окончания в 1861 году кандидатом историко-филологического факультета Санкт-Петербургского университета, Краевский был командирован за границу для изучения школьного дела и для разработки некоторых педагогических вопросов, бывших актуальными в то время. Но после возвращения вышел в отставку и работал в основанной его отцом газете «Голос», где вёл отдел иностранных известий и иногда писал воскресные фельетоны; последние пятнадцать лет заведовал политическим отделом газеты. 
Жена — Ольга Степановна Краевская, с 1892 года занимала должность начальницы Екатерининского училища в Москве. По отзыву современницы, была «чудесным человеком, прекрасным педагогом, очень умной, передовой женщиной, любящей своё дело и своих воспитанниц».
Умер в Каире 16 (28) марта 1883 года. Похоронен в Санкт-Петербурге, с отцом, на Новодевичьем кладбище.